# Didemnum commune
Didemnum commune is een zakpijpensoort uit de familie van de Didemnidae. De wetenschappelijke naam van de soort is voor het eerst geldig gepubliceerd in 1877 door Della Valle.